# مال خليفه (لردغان)
مال خليفه (بالفارسية: مال‌خلیفه) هي منطقة سكنية تقع في إيران في Felard District. يقدر عدد سكانها بـ 2,962 نسمة .